# Monique Jardim
Monique Jardim est une joueuse internationale sud-africaine de rink hockey née le 5 janvier 1993.  

## Palmarès
En 2016, elle participe au championnat du monde.

## Référence
1. ↑  Profil sur rinkhockey.net
2. ↑  (es) LISTA DEFINITIVA PARA EL MUNDIAL